# Герб сельского поселения Петровское (Ярославская область)
Герб сельского поселения Петро́вское Ростовского муниципального района Ярославской области Российской Федерации.
Герб утверждён Решением Муниципального совета сельского поселения Петровское Первого созыва Ярославской области от 26 сентября 2006 года № 51.
Герб внесён в Государственный геральдический регистр под регистрационным номером 2545.

## Описание герба
« В рассечённом серебряно-зелёном поле справа — чёрный восстающий медведь, выходящий слева и держащий левой лапой на левом же плече золотую секиру лезвием вверх; конец секиры положен поверх рассечения» .

## Описание символики
За основу герба сельского поселения Петровского взят исторический герб города Петровска Ярославского наместничества, высочайше утверждённый 31 августа 1778 года (по старому стилю). Подлинное описание исторического герба гласит: «Щитъ разрѣзанъ на два: изъ зеленаго поля выходящій медвѣдь въ серебряное поле, доказывая, что сей городъ принадлежитъ къ Ярославскому Намѣстнечеству».
Использование исторического герба современным сельским поселением с центром в Петровске подчёркивает историческую преемственность традиций многих поколений людей живших на Петровской земле.
Золото — символ богатства, урожая, стабильности, уважения и интеллекта.
Серебро — символ чистоты, совершенства, мира и взаимопонимания.
Зелёный цвет — символ природы, здоровья, жизненного роста.
Чёрный цвет — символ скромности, мудрости, вечности бытия

## История герба
Исторические герб уездного города Петровска был Высочайше утверждён 31 августа (11 сентября) 1778 год императрицей Екатериной II вместе с другими гербами городов Ярославского наместничества (ПСЗ, 1778, Закон № 14765) Закон № 14765 в Полном собрании Законов Российской империи датирован 20 июня 1778 года, но на приложенных к нему рисунках гербов дата утверждения гербов обозначена — 31 августа 1778 года.
Герб Петровска был сочинён товарищем герольдмейстера коллежским советником И. И. фон Энденом.
В 1863 году, в период геральдической реформы Кёне, был разработан проект нового герба уездного города Петровска Ярославской губернии (официально не утверждён):
«Щит рассечён серебром и зеленью. В вольной части герб Ярославской губернии. Щит увенчан червленой стенчатой короной и окружён золотыми колосьями, соединёнными Александровской лентой».
В 1925 году Петровск лишился статуса города и стал селом Петровским, а с 1943 — посёлком городского типа. В настоящее время — сельское поселение.
В советское время исторический герб Петровска в официальных документах не использовался.
26 сентября 2006 года решением Муниципального совета сельского поселения Петровское Первого созыва Ярославской области исторический герб Петровска 1778 года был утверждён официальным символом сельского поселения.
Реконструкция исторического герба Петровска была проведена при содействии «Союза геральдистов России». Авторская группа реконструкция герба: идея — Константин Моченов (Химки), художник — Роберт Маланичев (Москва); компьютерный дизайн — Галина Русанова (Москва); обоснование символики — Кирилл Переходенко (Конаково).